# Karen Barber
Pour les articles homonymes, voir Barber.
Karen Barber, née le 21 juin 1961 à Audenshaw, ville située dans le Grand Manchester est une danseuse sur glace britannique.

## Biographie

### Carrière sportive
Karen Barber remporte la médaille d'argent aux Championnats du monde juniors de 1977 avec son partenaire Kim Spreyer. 
Lorsque ce partenariat s'arrête, elle s'associe à Nicky Slater (en). Ils remportent la médaille de bronze aux Championnats d'Europe de 1983. Ils représentent la Grande-Bretagne aux Jeux olympiques d'hiver de 1980, se classant 12e, et aux Jeux olympiques d'hiver de 1984, où ils se classent 6e.

### Reconversion
Karen Barber est juge sur Dancing On Ice de 2006 jusqu'en 2011 où elle a été mutée au rôle d'entraîneur-chef. Elle reste dans ce rôle pour les saisons 2011 et 2012 avant de revenir dans le jury en 2013, y restant jusqu'à la fin de la saison 9 en 2014. Barber n'est pas revenue au programme en 2018 mais est revenue pour la saison 11 en tant qu'entraîneur-chef en 2019.

### Vie privée
Karen Barber a été mariée avec le patineur artistique britannique Stephen Pickavance, avec qui elle a deux filles : Laura et Emma.
Elle est en couple avec le danseur sur glace Christopher Dean depuis 2011.

## Palmarès
Avec deux partenaires :
- Kim Spreyer (1 saison : 1976-1977)
- Nicky Slater (7 saisons : 1978-1985)

| Compétitions principales        | 1977    |  | 1978    | 1979    | 1980    | 1981    | 1982    | 1983    | 1984    | 1985    |  |  |  |  |
| Jeux olympiques d'hiver         |         |  |         |         | 12e     |         |         |         | 6e      |         |  |  |  |  |
| Championnats du monde           |         |  |         | 13e     | 10e     | 7e      | 7e      | 5e      | 5e      | 6e      |  |  |  |  |
| Championnats d’Europe           |         |  |         | 11e     | 8e      | 5e      | 5e      | 3e      | 4e      | 4e      |  |  |  |  |
| Championnats de Grande-Bretagne | 4e      |  |         | 2e      | 2e      | 2e      | 2e      | 2e      | F       | 1re     |  |  |  |  |
| Championnats du monde juniors   | 2e      |  |         |         |         |         |         |         |         |         |  |  |  |  |
|                                 |         |  |         |         |         |         |         |         |         |         |  |  |  |  |
| Autres Compétitions             | 1976/77 |  | 1977/78 | 1978/79 | 1979/80 | 1980/81 | 1981/82 | 1982/83 | 1983/84 | 1984/85 |  |  |  |  |
| Skate America                   |         |  |         |         |         |         | 3e      |         |         |         |  |  |  |  |
| Skate Canada                    |         |  |         |         |         | 2e      | 2e      |         |         |         |  |  |  |  |
| Trophée NHK                     |         |  |         |         |         | 2e      | 1re     |         |         | 1re     |  |  |  |  |
| Légende : F = Forfait           |         |  |         |         |         |         |         |         |         |         |  |  |  |  |